# Лепин, Тенис Карлович
Тенис Карлович Лепин (латыш. Tenis Liepiņš) (20 января 1895 — 11 мая 1964, Москва) — советский учёный-генетик, изучавший особенности наследования количественных признаков у пшеницы. Сотрудник кафедры генетики Ленинградского государственного университета, с 1927 г. — научный сотрудник Лаборатории генетики и экспериментальной зоологии Петергофского естественно-научного института (ПЕНИ), в 1933—1941 гг. — ученый секретарь Института генетики АН СССР, с 1950 г. — заведующий библиотекой Отделения биологических наук Академии наук СССР. Доктор биологических наук (1930).

## Биография
Т. К. Лепин родился в 1895 году в Лифляндской губернии Российской империи в семье крестьянина. Он получил образование в Валкском реальном училище, а в 1914 году поступил на естественное отделение физико-математического отделения Петроградского университета. Из-за сложностей военного и революционного времени он окончил университет только в 1923 году. После университета стал сотрудником Бюро по евгенике и генетики Комиссии по изучению естественных производительных сил России (КЕПС). Его первой задачей был сбор информации о наследственности среди ученых и художников Ленинграда, инициатором данного исследования был Ю. А. Филипченко, который стал его научным руководителем.
В 1927 году Т. К. Лепин поступил на работу в Лабораторию генетики экспериментальной зоологии ПЕНИ, где он под руководством Ю. А. Филипченко стал изучать изменчивость сортов твердых и мягких пшениц, что станет центром его профессиональных интересов на долгие годы. В 1930 году Бюро было выделено как самостоятельное учреждение в связи с реорганизацией АН СССР и получило название «Лаборатория генетики АН СССР», директором лаборатории стал Ю. А. Филипченко. После скоропостижной смерти Ю. А. Филипченко в том же 1930 году, Т. К. Лепин временно исполнял обязанности директора Лаборатории. Постоянным директором Лаборатории стал Н. И. Вавилов.
В 1930 году Президиум АН СССР присвоил Т. К. Лепину степень доктора биологических наук без защиты диссертации «за работы по наследованию количественных признаков у пшениц и разработку методики работ с количественными признаками».
В 1934 году Т. К. Лепин переехал из Ленинграда в Москву вслед за переездом Лаборатории генетики АН СССР, реорганизованной к этому моменту в Институт генетики АН СССР (ИГен). В ИГене Т. К. Лепин стал руководителем отдела изменчивости и наследственности количественных признаков. Также он стал выполнять обязанности ученого секретаря Института и был членом Ученого совета. После ареста Н. И. Вавилова, директора ИГена, в августе 1940 года новым директором Института был назначен Т. Д. Лысенко, который, изгнав большинство «менделистов-морганистов», сохранил Т. К. Лепина в составе ИГена. Во время Великой Отечественной войны ИГен был эвакуирован во Фрунзе, где Т. К. Лепин продолжал свои исследования на киргизской селекционной станции. В ИГене Т. К. Лепин проработал до 1946 г., а затем перешел в Главный ботанический сад АН СССР. После сессии ВАСХНИЛ 1948 года, которая привела к запрету в СССР генетических исследований на основе хромосомной теории наследственности, Т. К. Лепин занимался переводами и реферированием научной литературы.
С 1950 года и до последних дней своей жизни Т. К. Лепин работал заведующим библиотекой Отделения биологических наук Академии наук СССР.
Т. К. Лепин скоропостижно скончался в 1964 году спустя несколько дней после хирургической операции, проведенной по поводу рака желудка. Похоронен на Даниловском кладбище.

## Преподавательская деятельность
Т. К. Лепин вместе с коллегой и другом с школьной скамьи Я. Я. Лусом с 1925 года работали ассистентами на кафедре генетики и экспериментальной зоологии в Ленинградском государственном университете, где они проводили практические занятия по экспериментальной зоологии. На этой кафедре Т. К. Лепин вел также курс статистики в применении к явлениям изменчивости и наследственности. Т. К. Лепин по совместительству заведовал в 1935-1937 гг. кафедрой генетики, селекции и семеноводства Азербайджанского сельскохозяйственного института в Кировобаде, где читал курс лекций по генетике.